# Frerin
El nan Frerin és un personatge fictici del legendarium de l'escriptor britànic J. R. R. Tolkien, esmentat únicament en els apèndixs de la seva novel·la El Senyor dels Anells. Frerin era el segon fill de Thrain, germà menor de Thorin Escut de Roure, el protagonista d'El Hòbbit.
Frerin va néixer en el regne d'Erèbor l'any 2751 TE, i fou el segon fill del rei Thrain, germà menor de Thorin Escut de Roure i germà gran de Dís. Era, per tant, com els seus germans, net del rei Thrór, i oncle de Fili i Kili. Va viure a la Muntanya Solitària fins que va haver de fugir d'allí al costat dels seus germans quan Erèbor va ser ocupada pel drac Smaug l'any 2770 TE per reunir-se més al sud amb el seu pare i altres nans supervivents.
Frerin lluità al costat de Thorin a la batalla d'Azanulbizar (2799 TE) contra Azog el Profanador i les seves forces. El primer atac de l'avantguarda dels nans, conduït pel mateix Thráin, va ser rebutjat pels orcs, que eren massa, fins a un bosc prop del Llac Mirall, sota la porta oriental de Khazad-dûm. Allà va morir Frerin en una edat jove, el seu parent Fundin i molts altres nans de la Casa de Durin.